# Rathaus (Gliwice)
Das Rathaus von Gliwice (Gleiwitz) ist ein Verwaltungsgebäude, welches im 15. Jahrhundert an der Stelle eines Vorgängerbaus errichtet wurde. Im Lauf der Jahrhunderte erfuhr es mehrfache Umbauten und steht seit 2014 unter Denkmalschutz.

## Lage
Das Rathaus befindet sich in der Mitte des Ringes (Rynek) in der Altstadt von Gliwice und trägt die Hausnummer 11. Die Hauptfassade ist zur Nordostseite des Platzes gerichtet.

## Geschichte
Das erste Amtsgebäude für die Stadtverwaltung wurde Ende des 13. Jahrhunderts erbaut. Mauerreste des Vorgängerbaus sind im Keller noch erhalten. Das heutige Rathaus stammt aus dem 15. Jahrhundert und wurde ursprünglich im gotischen Stil errichtet. Nach mehreren Zerstörungen bei Stadtbränden wurde das Rathaus stets wieder aufgebaut und modifiziert.
Zu Beginn des 17. Jahrhunderts entstand der erste nachweisbare Turm. (Bei Bauarbeiten unter dem Marktplatz fanden Archäologen Reste eines früheren Turmes aus dem 16. Jahrhundert; es ist nicht geklärt, ob dieser dem Rathaus zuzurechnen ist.)
Zwischen 1784 und 1789 erhielt das Rathaus sein heutiges barock-klassizistisches Aussehen und der Turm wurde  unter Leitung des Bauinspektors Franz Ilgner von Maurermeister Fritsch aufgestockt. Mitte des 19. Jahrhunderts wurde der Rathausturm dann nach Plänen von Baurat Johannes Uhlig noch einmal verändert.
Zu Beginn des 20. Jahrhunderts waren deutsche Architekten aufgerufen, Entwürfe für ein neues Gleiwitzer Rathaus einzureichen. Insgesamt gab es 123 Entwürfe zum Termin, aus denen die Jury dem Bremer Baumeister H. M. Fritsche den ersten Preis mit 800 Mark zuerkannte. Zwei Architekten aus Berlin-Schöneberg belegten den zweiten Platz. Dieses Projekt wurde offenbar nicht realisiert.
Im Parterre des Rathauses gab es früher einen Gerichtssaal und einige kleinere Räume sowie die Wohnungen des Stadtschreibers und das Zimmer der Stadtwache.
Nachdem Gleiwitz nach dem Zweiten Weltkrieg 1945 an Polen ging, veranlasste die neue Stadtverwaltung An- und Umbauten, das Rathaus wurde an der Vorderseite auch durch Arkaden ergänzt.
Letzte umfangreiche Restaurierungen im Inneren und am Äußeren fanden 1976 bis 1983 statt. Zwanzig Jahre später, 2002 gab es weitere Renovierungsarbeiten des Rathauses. Bei dieser Gelegenheit konnten der Turmkugel verschiedene Zeitdokumente wie eine handgeschriebene Chronik der Stadt und weitere aus dem 20. Jahrhundert entnommen und durch neuere Dokumente ersetzt werden.

## Architektur

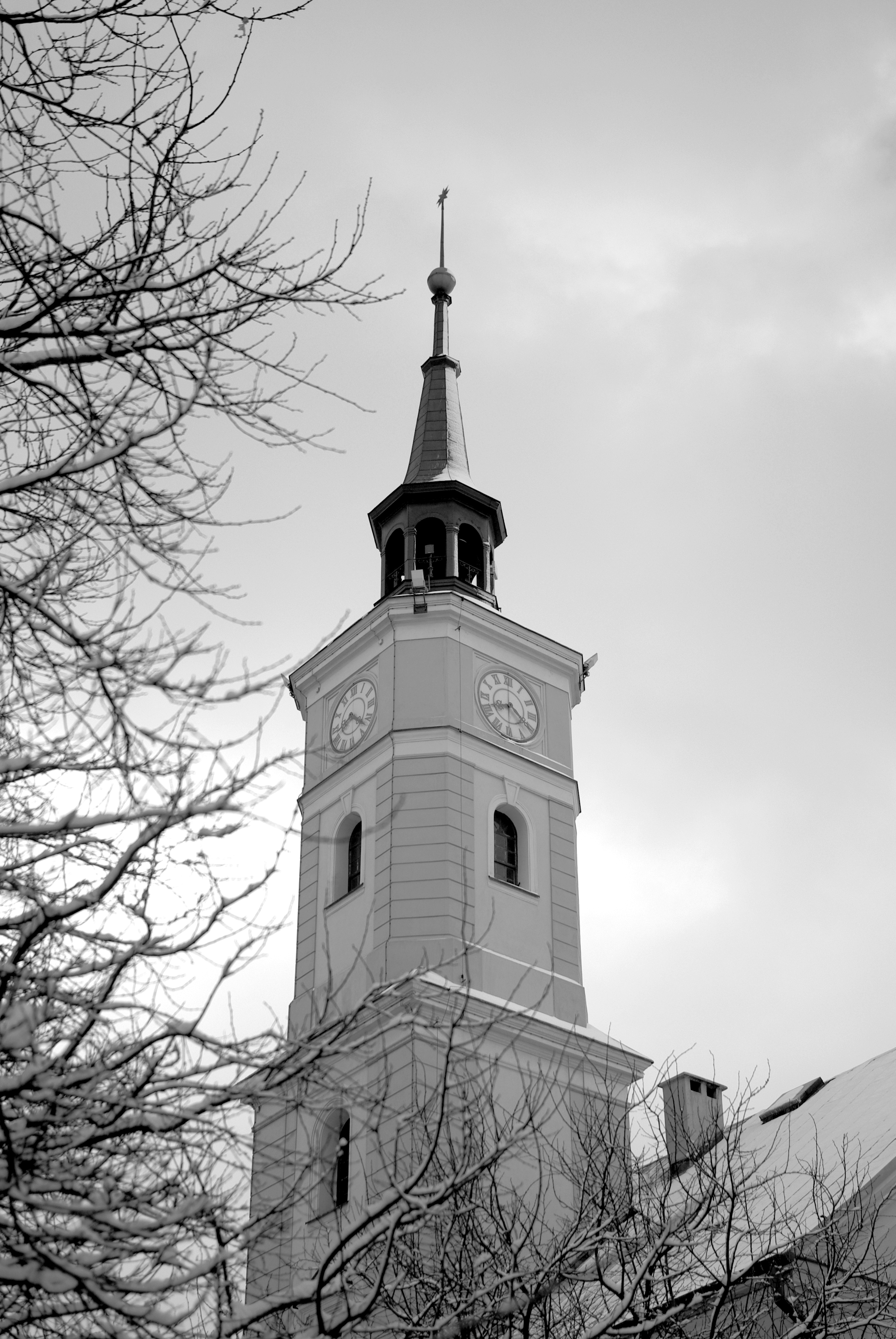
Rathausturm

Das dreiachsige Bauwerk ist hellgrau-beige verputzt und verfügt über drei Stockwerke mit einem ausgebauten Dachbereich. Das abgewalmte Dach ist mit Kupferplatten gedeckt. Auf früheren farbigen Ansichtskarten ist ein rotes Ziegeldach zu sehen.
In der ersten Etage befindet sich der Ratssitzungssaal, von dessen Bau berichtet wird, er „sei auf eigentümliche Weise durch Durchbruch in das Dachgeschoss“ hier hinein gekommen.
Das flache Dach des Vorbaus mit den Arkaden bildet eine über die ganze Fläche reichende Terrasse an der nordöstlichen Seite des Gebäudes. In den Arkadengängen haben sich verschiedene Dienstleister eingemietet.
Der Rathausturm entwickelt sich aus der Nordostseite des Gebäudekörpers und ist nach der dritten Etage mit weiteren Stockwerken frei zu sehen. Somit ist er insgesamt sieben Etagen hoch und mittels Treppen im Inneren ersteigbar. In dieser Höhe gibt es einen in den 1980er Jahren ausgeführten Aussichtsumgang und darüber befindet sich eine achteckige Laterne mit einem kupferverkleideten Spitzdach, über dem sich eine Turmkugel mit Blitzableiter erhebt.
Der Turm hat einen quadratischen Grundriss mit Seitenlängen von etwa 7,80 m und eine Höhe von 41,5 m. Im oberen Stockwerk befindet sich eine Turmuhr, die nach allen vier Himmelsrichtungen runde Zifferblätter mit arabischen Zahlen trägt.
Die Wand unterhalb des Turms ziert ein Relief in einem Medaillon mit der Darstellung des historischen Wappens, welches Kaiser Ferdinand II. im Jahr 1629 der Stadt verliehen hat. Es bezieht sich vor allem auf die Rettung der Stadt vor den protestantischen Truppen aus dem Mansfeldischen, die der Jungfrau Maria zugesprochen wird. Vor der Südostfassade des Bauwerks im Parterrebereich steht deshalb auf einer flachen angebauten Säule eine aus Sandstein gearbeitete Marienstatue, um 1720 ausgeführt vom Bildhauer Johann Melchior.

## Sonstiges
In Augenhöhe des Erdgeschosses sind in die Fassaden des Hauses zwei bronzene Gedenktafeln eingelassen, die dem Jahr 1683 gewidmet sind:

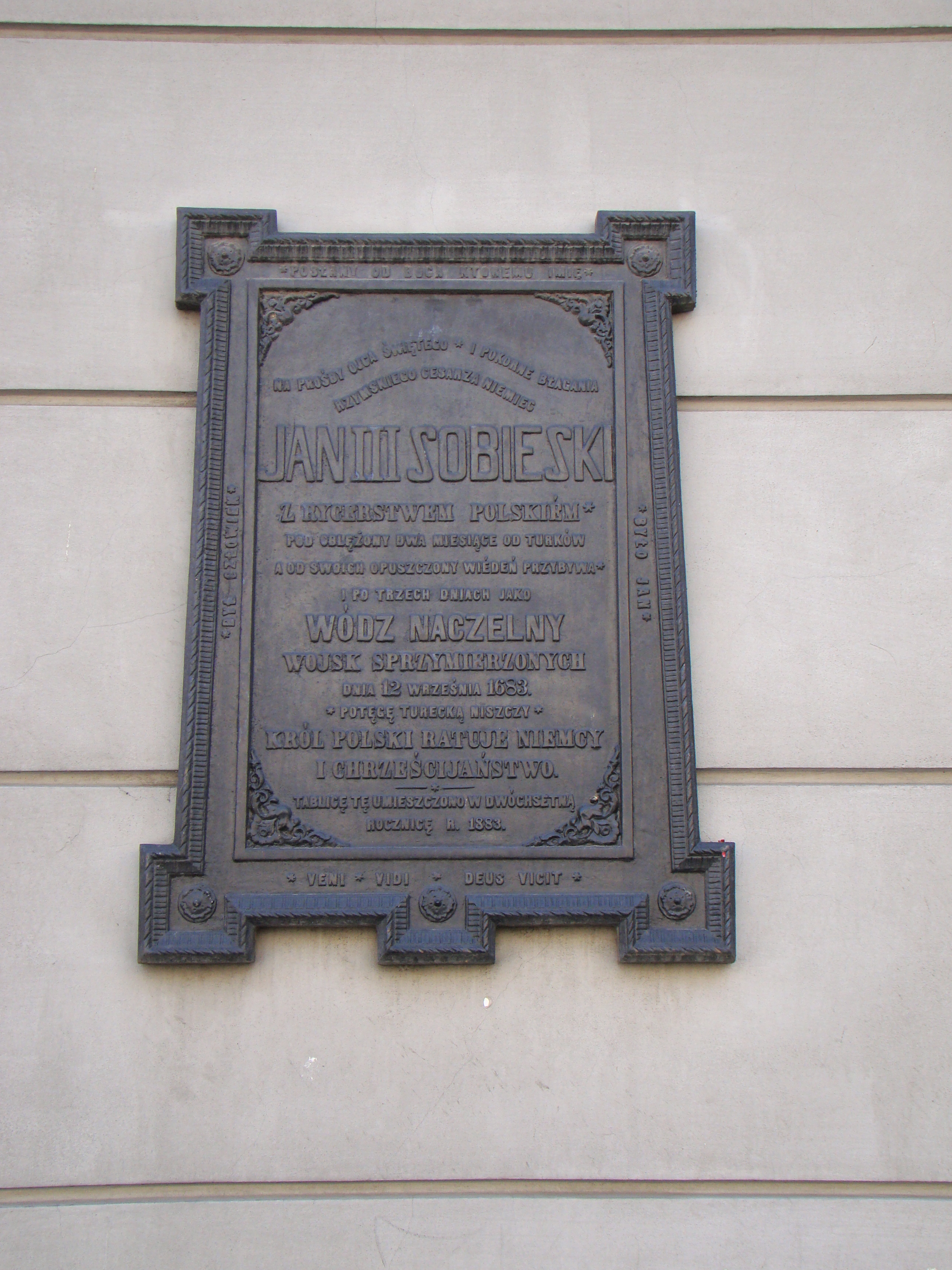
Jahr 1893, Gedenktafel

Frei übersetzt (Bild links): „Auf das Flehen des Heiligen Vaters und das demütige Bitten des römischen Kaisers von Deutschland kam Jan III. Sobieski bei der Belagerung der polnischen Ritter in Wien an und nahm sie nach drei Tagen als oberster König der verbündeten Heere am 12. Dezember 1683 in Acht. Der polnische König rettete Deutschland und bewahrte unsere Heimat. – Diese Tafel wurde zur Zweihundertjahrfeier des Jahres 1883 angebracht.“

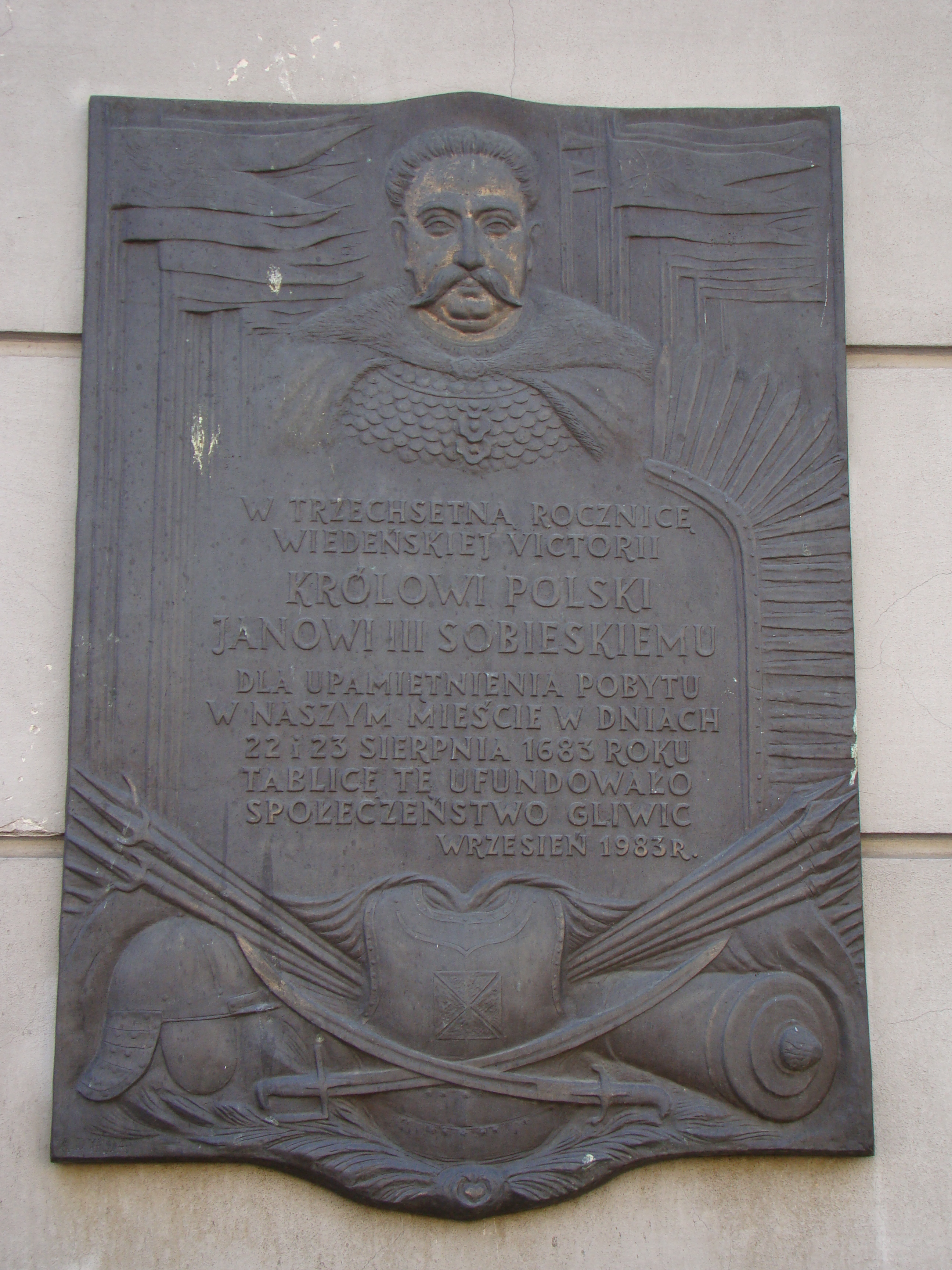
Jahr 1983, Gedenktafel

Die Inschrift (Bild rechts) in Kurzform: Dla upamiętnienia trzechsetnej rocznicy pobytu króla Polski Jana III Sobieskiego w naszym mieście w dniach 22 i 23 sierpnia 1683 roku. Tablica została ufundowana przez społeczeństwo Gliwic w 1983 roku. deutsch: „Zum Gedenken des dreihundertsten Jahrestages des Aufenthaltes des polnischen Königs Jan III. Sobieski am 22. und 23. August 1683 in unserer Stadt. – Diese Tafel wurde 1983 von der Gleiwitzer Bevölkerung gestiftet.“
Zusätzlich wird mit einer weiteren Tafel auf den seit 2014 bestehenden Denkmalschutz („Obiekt zabytkowy pod ochrona prawa naruszenie stanu surowo wzbronione. Nr Ministerstwo Kultury i Sztuki“) verwiesen.
Vor der Nordostseite des Rathausgiebels steht der Neptunbrunnen. Auf der Brunnensäule im rechteckigen steinernen Brunnenbecken befindet sich die aus Sandstein gefertigte Skulptur des Neptun mit dem erhobenen Dreizack, der auf einem großen Fisch reitet.

## Nutzung
Im 21. Jahrhundert befinden sich im Rathaus die Büros der Stadtverwaltungsmitarbeiter, das Standesamt, ein Repräsentationssaal und im Kellergewölbe ein Café. Im ehemaligen Sitzungssaal finden gelegentlich größere Kulturveranstaltungen statt.